# Саидазимова, Турсуной
Турсуно́й Саидази́мова (узб. Tursunoy Saidazimova; 1911, Ташкент, Туркестанский край — 19 мая 1928, Бухара, Узбекская ССР) — одна из первых узбекских актрис.

## Биография
Турсуной Саидазимова родилась в 1911 году в Ташкенте (Сырдарьинская область Российской империи). С 1924 по 1927 год она обучалась в трёхгодичной узбекской театральной студии, открытой при Узбекском Доме просвещения в Москве, где была ученицей драматурга и поэта Хамзы Ниязи. С 1927 года и до самой смерти она играла в Узбекском государственном театре.
В 1928 году в Бухаре 18-летняя Турсуной Саидазимова, как «нарушившая честь семьи», была убита своим мужем, который нанёс ей несколько ножевых ранений. Хамза Хакимзаде Ниязи, посвятивший Саидазимовой стихотворение «На смерть Турсуной», через год после её гибели был убит в одном из кишлаков Ферганской долины.